# كونسكي
كونسكي هي بلدة تقع جنوب وسط بولندا في محافظة شفينتوكشيسكي.